# دان كولب
دان كولب (بالإنجليزية: Dan Kolb)‏ هو لاعب كرة قاعدة أمريكي، ولد في 29 مارس 1975 في سترلينغ في الولايات المتحدة.

## وصلات خارجية
- دان كولب على موقع دوري كرة القاعدة الرئيسي (الإنجليزية)
- دان كولب على موقعبيزبول رفرنس.كوم (الدوري الرئيسي) (الإنجليزية)
- دان كولب على موقعبيزبول رفرنس.كوم (الدوري الثانوي) (الإنجليزية)
- دان كولب على موقع إي إس بي إن.كوم (أم.أل.بي) (الإنجليزية)
- دان كولب على موقع مشجعي الرسوم البيانية (الإنجليزية)